# David Pagmar
David Pagmar, född 1983 på Värmdö, är en svensk artist från Stockholm. Han använde åren 2005–2009 artistnamnet Montt Mardié, därefter några år Monty och sedan David Pagmar. Montt Mardiés debutalbum, Drama, släpptes 2005 av det svenska skivbolaget Hybris. Han släppte sin första singel som Monty, En till himmel, i november 2009. Debutalbumet 2010 släpptes 10 mars 2010.

## Debutalbumet som Monty
På sin blogg meddelade Monty att debutskivan som släpps av skivbolaget Hybris skulle komma att heta 2010. Han har även angett skivans låtlista:
1. Skrik mitt namn
2. En till himmel
3. Världen är din
4. Chuck Liddell
5. Det stora allvaret
6. En till Sarah
7. Orden
8. Seglaren
9. Ok (nu dör mina hjältar)
10. Att landa

Spåret En till Sarah är en fortsättning på låten Sarah av artisten Mauro Scocco. Hos STIM är låten registrerad som skriven av Pagmar/Scocco.

## Större framträdanden
Den 17 januari 2010 avslutade Monty den årliga Grammisgalan med singeln En till himmel tillsammans med Lorentz & M. Sakarias. Friska viljor, Name The Pet och Dead By April uppträdde på samma gala.
Under vigseln mellan prins Carl Philip och Sofia Hellqvist i Storkyrkan den 13 juni 2015 sjöng Pagmar under eget namn Paraply, en cover på Umbrella i original av Rihanna och Jay-Z.

## Diskografi

### Som Montt Mardié

#### Album
- 2005 – Drama
- 2007 – Clocks/Pretender (dubbel-CD)
- 2009 – Skaizerkite
- 2009 – Introducing… The Best of Montt Mardié (utgiven i Storbritannien)

#### Singlar
- 2005 – Huckleberry Friend
- 2005 – Highschool Drama
- 2005 – New York
- 2006 – Science

### Som Monty

#### Album
- 2010 – 2010
- 2011 – 1000 år senare[6]

#### Singlar
- 2009 – En till himmel

### Som David Pagmar

#### Album
- 2019 – Färgen som målade livet flagnar

#### Singlar
- 2015 – Paraply
- 2015 – Gloria
- 2016 – Härifrån till evigheten
- 2016 – Höga berg
- 2018 – Två nya sånger
- 2019 – Klasshat